# 八幡社站
八幡社站（日语：／ Hachimansha eki */?）是一座位於愛知縣岡崎市，名古屋鐵道（名鐵）岡崎市內線的車站（廢站）。
由於此站最接近伊賀八幡宮，因此有許多參拜客使用此站。

## 概要
由於岡崎市內線岡崎井田至康生町之間為單線，因此於八幡社站設置列車交會設施。此站設有2面2線的相對式月台。車站位於道路上，因此設置了安全島。曾經此站是有人車站，因此設有站舍。

## 歷史
- 1923年（大正12年）9月8日 - 岡崎電氣軌道康生町至岡崎井田之間開通，此站啟用。
- 1927年（昭和2年）7月19日 - 岡崎電氣軌道與三河鐵道合併，成為三河鐵道的車站。
- 1941年（昭和16年）6月1日 - 三河鐵道與名古屋鐵道合併，成為名古屋鐵道的車站。
- 1950年（昭和25年）11月23日 - 成為無人車站[1]。
- 1951年（昭和26年） - 由於需要建設現在的伊賀橋跨越伊賀川。八幡社至伊賀町[2]路段遷移至鐵路專用橋。
- 1962年（昭和37年）6月17日 - 岡崎市內線與福岡線福岡町至大樹寺之間廢除，此站被廢除。

## 其他
車站遺址在名鐵巴士「八幡社前」巴士站附近。

## 相鄰車站
名古屋鐵道
岡崎市內線
伊賀町－八幡社－神明社

## 注腳
1. ↑  名古屋鉄道広報宣伝部（編）. . 名古屋鉄道. 1994: 885 （日语）.
2. ↑  截至1951年暫停營業，在1954年重開。